# Samtgemeinde Schwarmstedt
De Samtgemeinde Schwarmstedt is een Samtgemeinde in de Duitse deelstaat Nedersaksen. Het is een samenwerkingsverband van vijf kleinere gemeenten in het Landkreis Heidekreis. Het bestuur is gevestigd in Schwarmstedt.

## Deelnemende gemeenten
- Buchholz, onderverdeeld in:
  - Buchholz-dorp
  - Marklendorf
- Essel, onderverdeeld in:
  - Essel-dorp
  - Engehausen
  - Stillenhöfen
  - Ostenholzer Moor
- Gilten, onderverdeeld in:
  - Eschenworth
  - Gilten-dorp
  - Grewiede
  - Hufe
  - Nienhagen
  - Norddrebber
  - Suderbruch
- Lindwedel, onderverdeeld in:
  - Lindwedel-dorp, met o.a. Adolfsglück en Lust
  - Hope
- Schwarmstedt, onderverdeeld in:
  - Schwarmstedt-dorp
  - Bothmer, ten noorden van Schwarmstedt
  - Grindau, ten zuiden van Schwarmstedt.

## Buurgemeenten
- Samtgemeinde Ahlden, ten noorden van Schwarmstedt in de richting van Walsrode
- Samtgemeinde Steimbke, ten westen van Schwarmstedt in de richting van Nienburg/Weser
- Gemeente Wedemark, ten zuiden van Schwarmstedt, in de richting van de voorsteden van de stad Hannover
- Gemeente Wietze, ten oosten van Schwarmstedt, in de richting van Celle

## Ligging, infrastuctuur
Door de gemeente lopen de Bundesstraße 214 en de Autobahn A7. Deze hoofdwegen kruisen elkaar bij Buchholz, waar ook afrit 50 van de Autobahn is.  Twee km ten noorden van afrit 50 ligt  langs de A7 Raststätte Allertal met o.a. een fastfoodrestaurant, een tankstation e.d. Enkele kilometers ten oosten van het aan de zuidgrens van de Samtgemeinde gelegen Lindwedel bevindt zich afrit 51 (Berkhof) van deze Autobahn.
Het dorp Schwarmstedt heeft een station  aan de spoorlijn van Hannover  via Walsrode naar Bremervörde; zie: Spoorlijn Hannover - Bremervörde. Ook Lindwedel heeft een stoptreinstationnetje aan deze lijn. Eén keer per uur stopt er een stoptrein in beide richtingen. Busverkeer binnen de Samtgemeinde is beperkt tot een door vrijwilligers verzorgd buurtbusnet. De buurtbussen, die niet op zaterdag of op zon- en feestdagen rijden, verbinden Schwarmstedt met de belangrijkste andere dorpen in de Samtgemeinde.
De gemeente ligt aan de Aller, die tussen Gilten , dat aan de westoever ligt, en het ten oosten van de Leine en ten noorden van de Aller gelegen Schwarmstedt (dorp) uitmondt in de Leine. Beide waterwegen zijn alleen voor de pleziervaart bruikbaar. Voor motorjachten is zowel de Aller als de Leine verboden vaarwater. Bij Marklendorf ligt een stuw met sluis in de Aller. Daar is een bescheiden jachthaven aangelegd.

## Geschiedenis

### Gilten
Het reeds meer dan 750 jaar bestaande dorp Gilten  ligt in een dal (Oudnoords: gil) van de samenvloeiing van Aller en Leine, direct ten oosten van het dorp. De tweede helft van de dorpsnaam wordt, evenals het Nederlandse woord tuin als omheinde plaats geduid. De naam betekent dus omheinde plaats in een dal, nauw beekdal.
In de middeleeuwen behoorden dorp en kerk aan het Bisdom Minden. In de 14e eeuw werd een deel van de parochie aan het klooster van Walsrode geschonken.
In het begin van de 20e eeuw werd een spoorlijn van Verden naar Schwarmstedt aangelegd.  Deze werd in 1988 weer opgeheven. Van 1911 tot 1928 werd in Gilten kalizout gedolven. 

### Lindwedel
Op 15 oktober 1944, tijdens de Tweede Wereldoorlog, reed een volle passagierstrein het station van Lindwedel binnen. Tegelijkertijd passeerde een met torpedo-munitie geladen trein het station. Op dat ogenblik werd de munitietrein vanuit Britse militaire vliegtuigen gebombardeerd en getroffen. Een geweldige explosie volgde. Deze ramp kostte meer dan 400 mensen het leven. Een inscriptie op het gedenkteken midden in Lindwedel herinnert nog hieraan.

## Economie
Schwarmstedt is als hoofddorp van de Samtgemeinde tevens de plaats, waar de belangrijkste voorzieningen gevestigd zijn. In Schwarmstedt is enig midden- en kleinbedrijf gevestigd (bouw- en doe-het-zelfbranche, landbouwmachines e.d.).
Bij de stuw in de Aller is een kleine waterkrachtcentrale aanwezig. Langs de A7 bij Marklendorf staat een windpark, bestaande uit drie grote windturbines. Op deze wijze wekt men in de deelgemeente Buchholz veel duurzame elektriciteit op.
Buchholz beschikt langs de A7 over een tamelijk groot bedrijventerrein. Daar is een brood- en banketfabriek gevestigd (80 werknemers) alsmede veel midden- en kleinbedrijf van lokaal of ten hoogste regionaal belang.

## Bezienswaardigheden
- De gemeente ligt direct ten zuidwesten van de Lüneburger Heide en is rijk aan natuurschoon (bossen, heide, wetlands, voor de kanosport bruikbare riviertjes en beken, etc.)
- In Schwarmstedt bevindt zich Harry's klingendes Museum. Dit museum voor muziekinstrumenten is alleen op afspraak vooraf te bezichtigen.
- De St. Laurentiuskerk te Schwarmstedt uit 1510 met vroeg 17e-eeuwse kerktoren
- De middeleeuwse St. Pauluskerk te Gilten

## Afbeeldingen

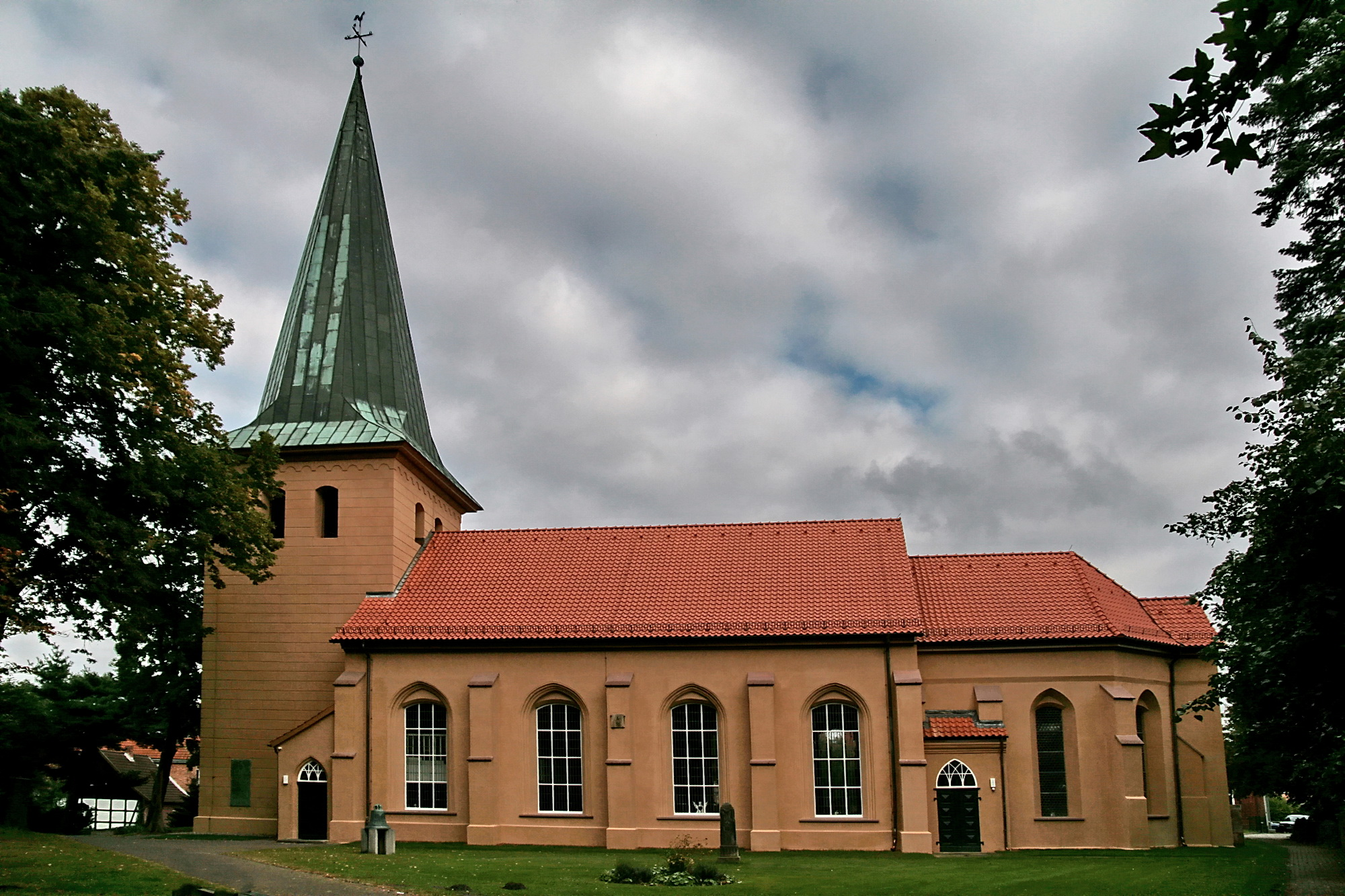
Schwarmstedt, St. Laurentiuskerk
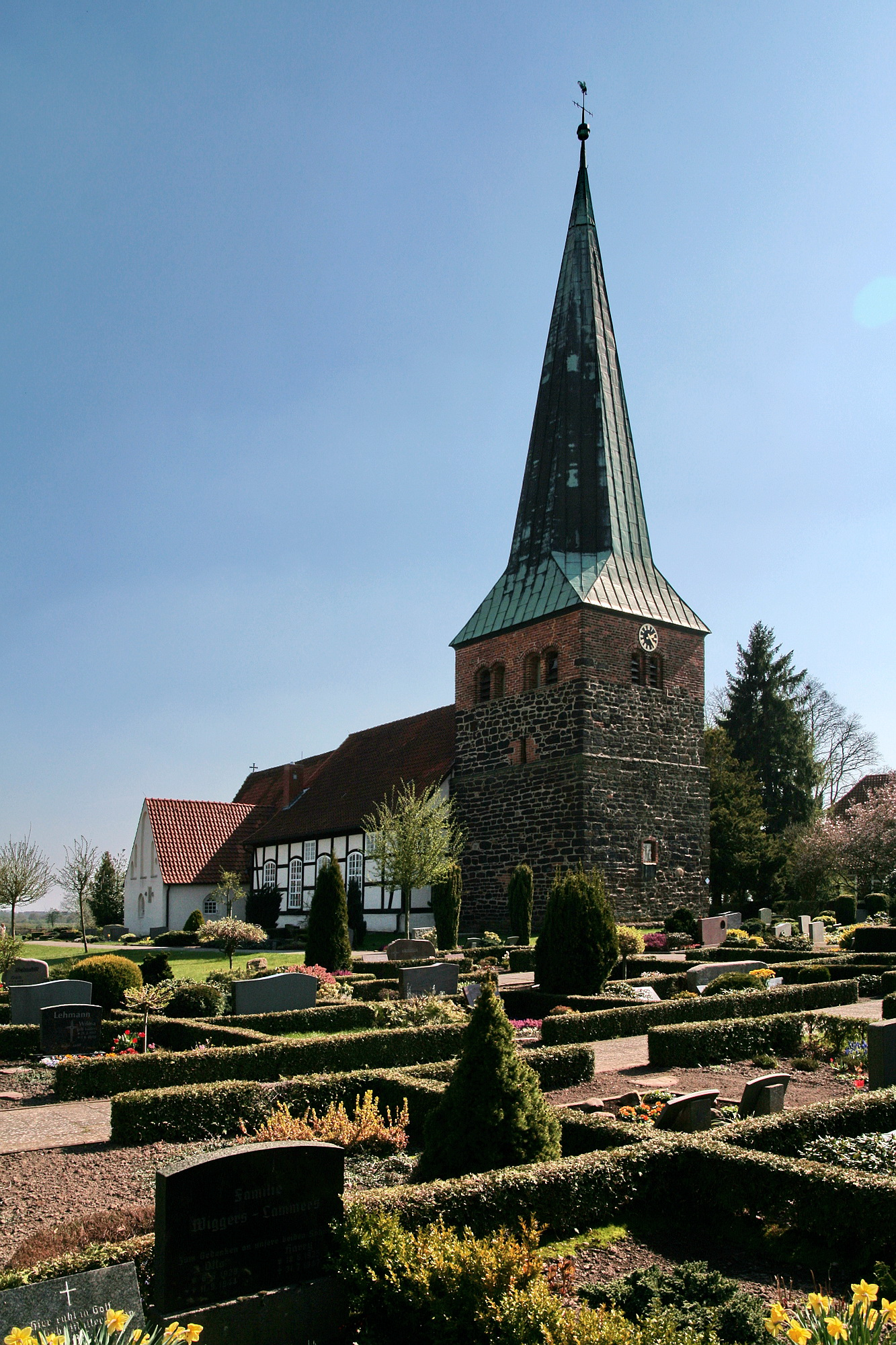
St. Pauluskerk, Gilten
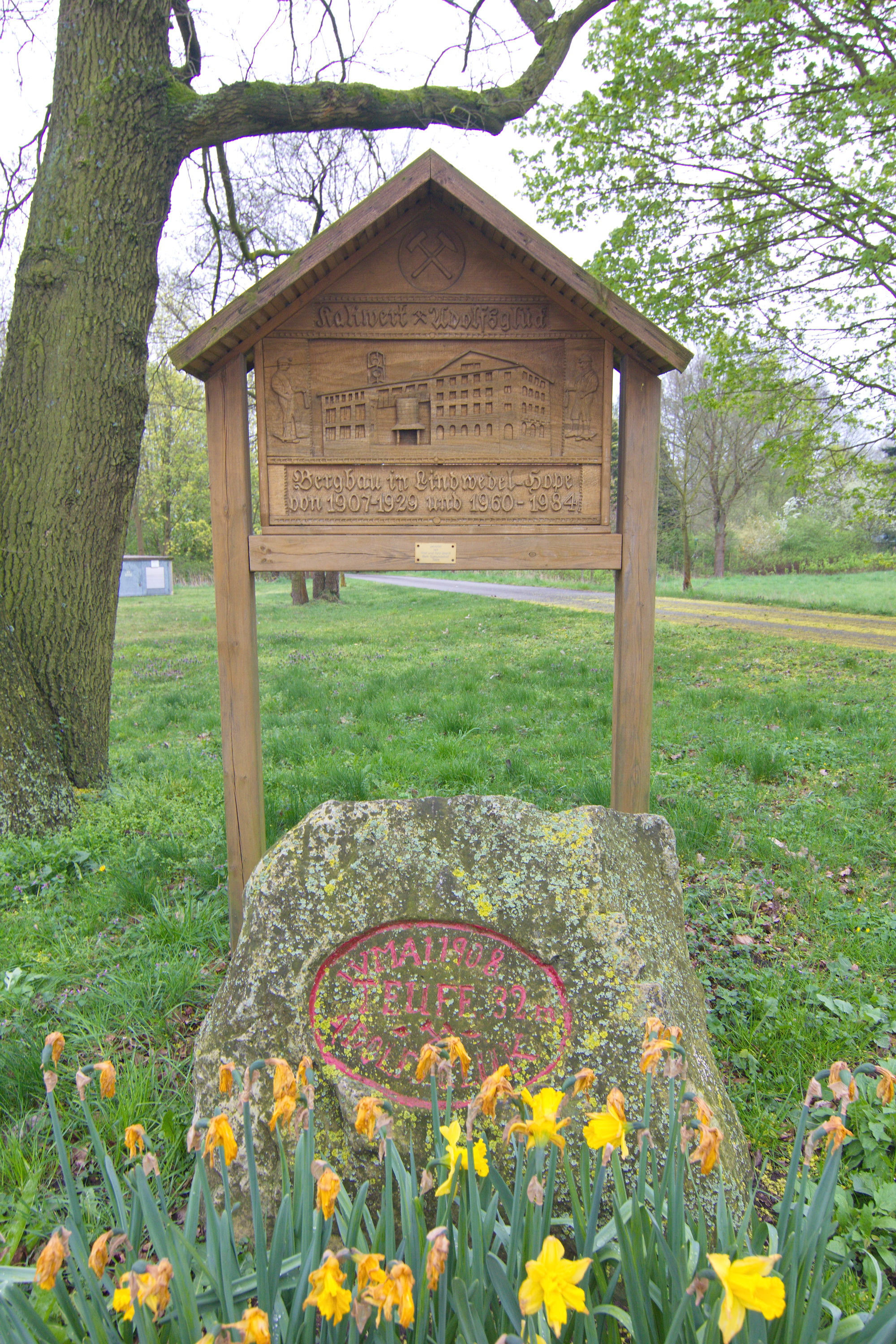
Herinnerings-plaquette kalimijn Lindwedel
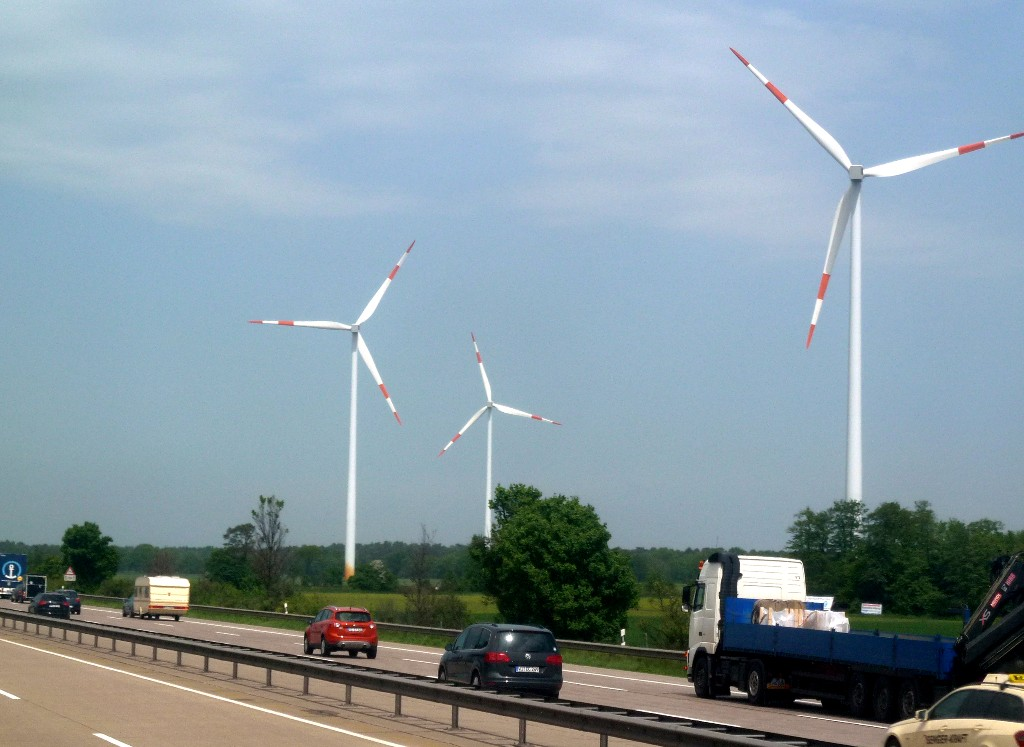
Windturbines aan de A7 bij Buchholz
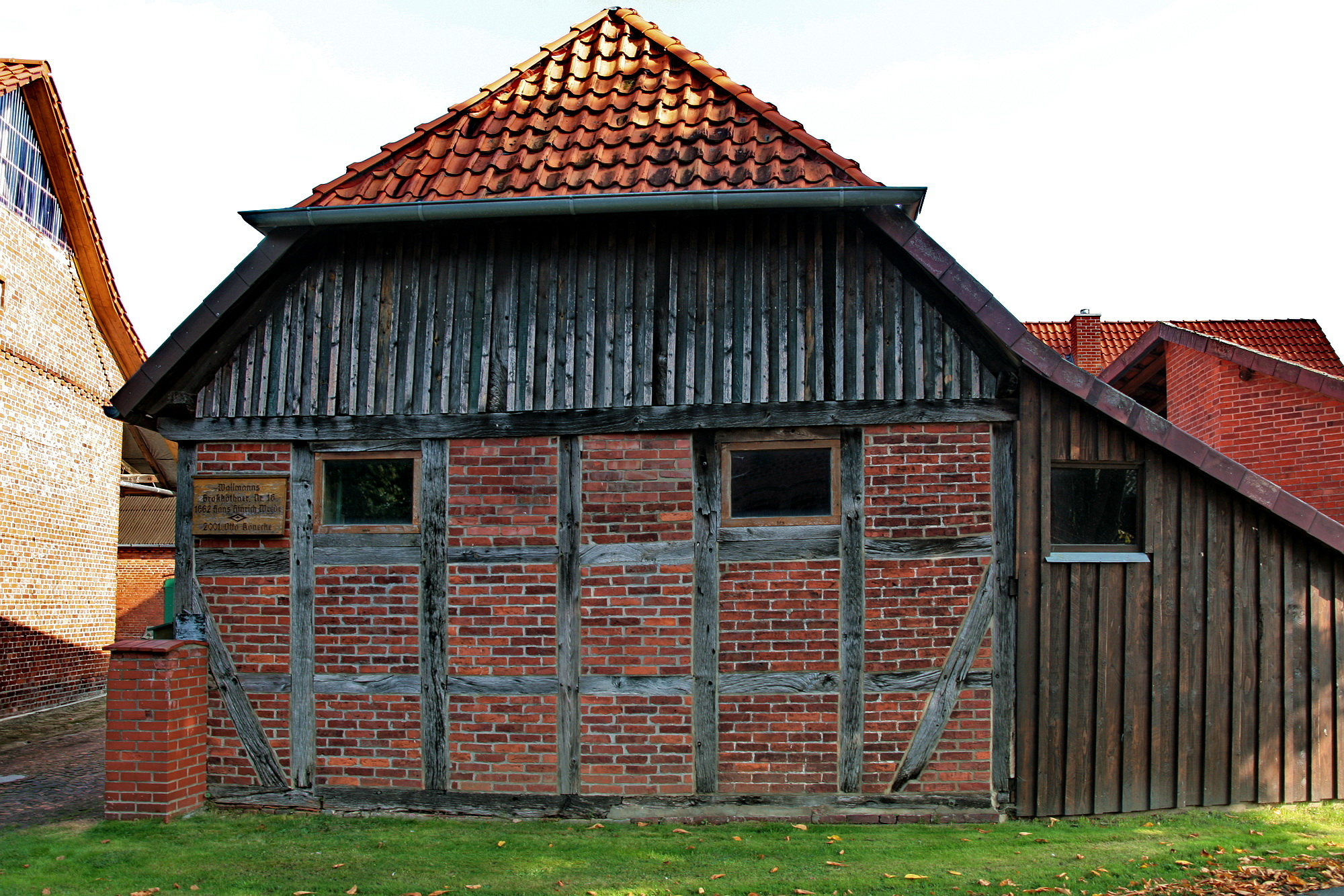
Boerderij uit 1662 nabij Essel

## Belangrijke personen in relatie tot de gemeente
- Wilhelm Röpke, geboren 10 oktober 1899 te Schwarmstedt ; overleden 12 februari 1966 te Genève), maatschappijkritisch econoom
- Fritz Koch (* 1951 in Schwarmstedt), in Hamburg woonachtige schilder en tekenaar van o.a. landschappen, akkers, landbouwgewassen, al dan niet in staat van rotting en ontbinding; exposeerde enige malen in Nederland

- Gemeinsame Normdatei: 4632051-9
- Virtual International Authority File: 249403192

Ahlden · 
Bad Fallingbostel · 
Bispingen · 
Böhme · 
Bomlitz · 
Buchholz · 
Eickeloh · 
Essel · 
Frankenfeld · 
Gilten · 
Grethem · 
Hademstorf · 
Häuslingen · 
Hodenhagen · 
Lindwedel · 
Munster · 
Neuenkirchen · 
Osterheide · 
Rethem (Aller) · 
Schneverdingen · 
Schwarmstedt · 
Soltau · 
Walsrode · 
Wietzendorf